# Remontowa Stocznia Rzeczna we Wrocławiu
Remontowa Stocznia Rzeczna we Wrocławiu (Stocznia "ODRA" we Wrocławiu) – stocznia rzeczna funkcjonująca od 1945 do 2002 roku. Położona była w rejonie osiedla Szczepin przy Ulicy Długiej, na lewym brzegu Odry, za złączeniem dwóch odnóg rzeki – Odry Południowej i Odry Północnej. Po przeciwnej stronie rzeki znajduje się teren przedsiębiorstwa Elektrociepłownia Wrocław.

## Działalność
Przedsiębiorstwo, choć w nazwie miało przymiotnik "remontowa", oprócz remontów, prowadziło także produkcję, m.in.:
- barek zbiornikowych BPZ-2000,
- barek pchanych BP-500,
- oraz różnych elementów stalowych, np. pokryw lukowych i innych.

Jako firma stocznia posiadała następujące sygnatury identyfikujące oraz dane KRS:
- podmiot nr: 0000033184
- REGON: 000126184
- data wpisu do rejestru przedsiębiorców: 2001-08-02
- data wykreślenia (w wyniku upadłości) z rejestru przedsiębiorców: 2002-01-25
- forma prawna: przedsiębiorstwo państwowe.

W swojej wieloletniej historii stocznia podlegała różnym podmiotom gospodarczym:
- od 1945 do 1965 – Wrocławskie Stocznie Rzeczne - WYDZIAŁ "ODRA"
- od 1965 do 2000 – Remontowa Stocznia Rzeczna - Wrocław[b]
- od 2000 do 2005 – Stocznia KONSTAL Nowa Sól Sp. J. - Oddział Wrocław
- od 22-06-2005 – Stocznia KONSTAL - WROCŁAW Sp. z o.o..

Część działalności dawnej stoczni, oraz część kadry, zostało przejęte przez nowy podmiot: Stocznia KONSTAL - WROCŁAW Sp. z o.o..